# Jesper Olsen
Pour les articles homonymes, voir Olsen.
Jesper Olsen est un footballeur international danois, né le 20 mars 1961 à Fakse (Danemark).
Cet ailier gauche se fait connaître sous le maillot de l'Ajax Amsterdam, entre 1981 et 1984, puis de Manchester United, jusqu'en 1988. Jesper Olsen est à cette époque sélectionné à 43 reprises en équipe du Danemark, pour laquelle il marque 5 buts et participe à l'Euro 1984 puis à la coupe du monde 1986.

## Carrière
Jesper Olsen commence sa carrière à Næstved IF en 1977 et s'impose rapidement comme un des meilleurs danois de sa génération. Régulièrement appelé en équipe nationale de jeunes, il fait ses débuts en équipe nationale en juillet 1980, à 19 ans, lors d'un match amical face à l'Union soviétique. L'été suivant, il est recruté par l'Ajax Amsterdam, où il rejoint un certain Johan Cruyff.
En trois saisons, il remporte deux fois le championnat des Pays-Bas et une fois la coupe nationale. Au sein d'une équipe extrêmement dominatrice (qui marque 223 buts en 68 matchs de championnat lors des deux premières saisons), Olsen est surnommé De Vlo (la puce), pour son habileté comme dribbleur. Il se fait également connaître en étant le compère de Cruyff lors du penalty passé : lors d'un match face à Helmond Sport le 5 décembre 1982, alors que l'Ajax mène 1-0, Cruyff obtient un penalty ; au lieu de le tirer, il fait une passe à Olsen, qui lui rend le ballon. Cruyff n'a alors plus qu'à pousser le ballon dans les filets du gardien médusé. Avec l'équipe nationale danoise, Olsen marque à deux reprises lors des éliminatoires de l'Euro 84, notamment face à l'Angleterre. Il fait alors partie de la « Danish dynamite ». Il joue deux matchs du tournoi : lors du premier face à la France, il provoque l'expulsion de Manuel Amoros qui lui assène un coup de tête à la suite d'un tacle viril. Puis il participe à la demi-finale contre l'Espagne, qui s'achève sur une séance de tirs au but. Il marque le sien mais son équipe est finalement éliminée.
En juillet 1984, Olsen est recruté par Manchester United, avec lequel il remporte la FA Cup lors de la première saison. Sélectionné pour la coupe du monde 1986, il est l'auteur de deux buts en phase de poule. Face à l'Espagne en huitième de finale, il ouvre le score sur pénalty avant de commettre une grossière erreur sur une passe dans l'axe vers son gardien, dont profite Emilio Butragueño. Après la défaite 5-1 des Danois, l'expression « rigtig Jesper Olsen »  (« une vraie Jesper Olsen ») entre dans le langage footballistique danois,.
À Manchester, Olsen peine cependant à réellement confirmer les espoirs placés en lui. Sélectionné pour l'Euro 1988, il n'y joue pas un seul match. En 1988, après un bref prêt dans son club formateur, il part en France, aux Girondins de Bordeaux où il joue deux ans, avant de terminer sa carrière au SM Caen, où il devient progressivement arrière latéral, laissant la place d'ailier à un certain Xavier Gravelaine. Le club caennais connaît ces saisons-là des résultats inédits, au point de se qualifier pour la coupe UEFA. Handicapé par une pubalgie tenace, il décide d'arrêter sa carrière en 1992, malgré des propositions de clubs anglais.
À la suite de sa retraite sportive, Olsen a quitté le monde du football. Vivant en Australie, il fonde en 2003 le Fun Football Group in Australia. Le 4 mai 2006, il est admis à l'hôpital du fait d'une hémorragie cérébrale. En 2010, il apparaît dans le staff du Melbourne Heart FC, club de A-League.

## Statistiques
Jesper Olsen dispute au cours de sa carrière 402 matchs de championnat, dont 112 en championnat de France et 139 en Angleterre,.
| Saison             | Club                  | Pays              | Championnat       | Championnat | Championnat | Coupe nationale | Coupe nationale | Coupe de la ligue | Coupe de la ligue | Coupe d’Europe | Coupe d’Europe | Coupe d’Europe |
| Saison             | Club                  | Pays              | Div.              | Matchs      | Buts        | M               | B               | M                 | B                 | Comp.          | M              | B              |
| ------------------ | --------------------- | ----------------- | ----------------- | ----------- | ----------- | --------------- | --------------- | ----------------- | ----------------- | -------------- | -------------- | -------------- |
| 1977-1981          | Næstved IF            |                   | SAS Ligaen        | 64          | 11          | ?               | ?               | -                 | -                 | -              | ?              | ?              |
| 1981-1984          | Ajax Amsterdam        |                   | Eredivisie        | 85          | 23          | ?               | ?               | -                 | -                 | -              | ?              | ?              |
| 1984-1985          | Manchester United     |                   | First Division    | 36          | 5           | 6               | 0               | 2                 | 1                 | C3             | 7              | 0              |
| 1985-1986          | Manchester United     |                   | First Division    | 28          | 11          | 5               | 2               | 3 (+1)            | 0                 | -              | -              | -              |
| 1986-1987          | Manchester United     |                   | First Division    | 28          | 3           | 2               | 0               | 2                 | 0                 | -              | -              | -              |
| 1987-1988          | Manchester United     |                   | First Division    | 37          | 2           | 3               | 0               | 4                 | 0                 | -              | -              | -              |
| mai 1988           | Næstved IF (prêt)     |                   | SAS Ligaen        | 2           | 1           | -               | -               | -                 | -                 | -              | -              | -              |
| 1988-novembre 1988 | Manchester United     |                   | First Division    | 10          | 0           | 2               | 0               | -                 | -                 | -              | -              | -              |
| novembre 1988-1989 | Girondins de Bordeaux |                   | D1                | 18          | 2           | 1               | 0               | -                 | -                 | -              | -              | -              |
| 1989-1990          | Girondins de Bordeaux |                   | D1                | 36          | 1           | 3               | 0               | -                 | -                 | -              | -              | -              |
| 1990-1991          | SM Caen               |                   | D1                | 35          | 0           | 1               | 0               | -                 | -                 | -              | -              | -              |
| 1991-1992          | SM Caen               |                   | D1                | 23          | 0           | 0               | 0               | -                 | -                 | -              | -              | -              |
| Total (1977-1992)  | Total (1977-1992)     | Total (1977-1992) | Total (1977-1992) | 402         | 59          | 23              | 2               | 12                | 1                 | -              | 7              | 0              |

## Palmarès
- Champion des Pays-Bas en 1982 et en 1983 avec l'Ajax Amsterdam
- Vainqueur de la Coupe des Pays-Bas en 1983 avec l'Ajax Amsterdam
- Vainqueur de la Coupe d'Angleterre en 1985 avec Manchester United
- Vice-champion de France en 1990 avec les  Girondins de Bordeaux